# Andrew Kehoe
Andrew Philip Kehoe (1 de febrero de 1872 - 18 de mayo de 1927) fue un agricultor y tesorero estadounidense del consejo escolar del municipio, notable como un asesino en masa por matar a su esposa y a otras 43 personas (incluyendo 38 niños) e hiriendo a 58 personas por bombas en el desastre de la Escuela Bath el 18 de mayo de 1927. 

## Biografía
Se suicidó cerca de la escuela Bath detonando dinamita en su camión, causando una explosión que mató a varias otras personas e hirió a otras más. Anteriormente había puesto aparatos incendiarios en su casa y en su granja, destruyendo todos los edificios, además de matar a dos caballos y otros animales.